# Сицанув
Сицанув (пол. Sycanów) — село в Польщі, у гміні Бучек Ласького повіту Лодзинського воєводства.
Населення — 180 осіб (2011).
У 1975-1998 роках село належало до Серадзького воєводства.

## Демографія
Демографічна структура станом на 31 березня 2011 року:
|          | Загалом | Допрацездатний вік | Працездатний вік | Постпрацездатний вік |
| -------- | ------- | ------------------ | ---------------- | -------------------- |
| Чоловіки | 91      | 16                 | 62               | 13                   |
| Жінки    | 89      | 17                 | 52               | 20                   |
| Разом    | 180     | 33                 | 114              | 33                   |